# マイ・ボニー
マイ・ボニー（原題：My Bonnie Lies over the Ocean）は、西洋文化で知名度が高いスコットランド民謡である。邦題は「いとしのボニー」「ボニーよ我に帰れ」とも。

## 解説
作者は未詳であるが、この歌はボニー・プリンス・チャーリーこと チャールズ・エドワード・ステュアートのことを歌っていると言われている。セオドア・ラフの1964年の書籍『American song treasury: 100 favorites』によると、「1870年代に楽譜店で、プラットという人が偽名でこの歌を発表すると、大きなヒットとなった。大学の合唱団だけにとどまらず、ほとんどの合唱団に人気があった。」としている。
1961年、トニー・シェリダンがロックアレンジでこの歌を録音したとき、バックで演奏していたのはビートルズだった（この時、ビートルズはビート・ブラザーズ名義でクレジットされた）。1962年には、日本でも日本グラモフォンから「トニー・シェリダンと彼のビート・ブラザース」名義で「マイ・ボニー・ツイスト」としてシングルレコードが発売された。（DP-1254 1962年5月新譜（4月20日発売））マイ・ボニー (トニー・シェリダンのアルバム)も参照。また、1964年にビートルズ・ブームが起こると、日本グラモフォンはこれに乗じてタイトルを「マイ・ボニー」と変更し、ビートルズ名義で再発盤を発売した。（DP-1351 1964年4月20日発売）
この再発盤は、日本の『ミュージック・マンスリー』誌の「今月のベスト・セラーズ 1964.8.31現在」の「洋楽ポピュラー（45）」で最高位の8位を記録している。
1994年の映画「バック・ビート」で本作のジャケットが出るがそれは本物と違い1963年にデゾ・ホフマンが撮影した襟なしスーツでポーズをとった写真を革ジャン姿に替えただけでリンゴがピート・ベストに変えられている。
ドナ・リンは、1964年発売のLP『Java Jones & My Boyfriend Got A Beatle Haircut』で歌詞の"My Bonnie"を"My Beatles"に替えてカバーした。

## 日本語版
日本では、トニー・シェリダン盤から4ヶ月ほど遅れて発売されたドンナ・ハイタワー盤を参考に漣健児が日本語に翻訳し、1963年にスリーファンキーズと飯田久彦がそれぞれこの歌を録音した。両者が発売したこの歌の日本語のタイトルはドンナ・ハイタワー盤に倣って「恋人は海の彼方に」である。
その他の日本語訳詞には高田三九三（日本語タイトルは「いとしのボニー」）、多田鏡子、薩摩忠、植村敏夫、北川あさ子らのものがある。

## 詞
My Bonnie lies over the ocean

My Bonnie lies over the sea

My Bonnie lies over the ocean

Oh, bring back my Bonnie to me

 

REFRAIN:

Bring back, bring back

Bring back my Bonnie to me, to me

Bring back, bring back

Bring back my Bonnie to me

 

Last night as I lay on my pillow

Last night as I lay on my bed

Last night as I lay on my pillow

I dreamt that my Bonnie was dead

 

REFRAIN

 

Oh blow the winds o'er the ocean

And blow the winds o'er the sea

Oh blow the winds o'er the ocean

And bring back my Bonnie to me

 

REFRAIN

 

The winds have blown over the ocean

The winds have blown over the sea

The winds have blown over the ocean

And brought back my Bonnie to me

 

REFRAIN

## カウボーイの夢
マイ・ボニーを原曲とした「カウボーイの夢」（原題：The Cowboy's Dream）という歌がある。